# Алайза Пашкевич
Алайза Степановна Пашкевич (на беларуски: Алаіза Сцяпанаўна Пашкевіч) с псевдоним „Цётка“ е беларуска поетеса и политическа активистка на Беларуското национално-демократично възраждане.

## Биография
Родена е на 15 юли 1876 г. в богато семейство от шляхтата. Завършва частното училище Прозаравей във Вилнюс. Нейното семейство се премества в Санкт Петербург. През 1902 г. тя завършва девическата гимназия Александрия и влиза в училището за обучение на учители по физическо възпитание Лесгафт (1902 – 04). Пашкевич е една от основателните на Беларуската социалистическа асамблея. През 1904 г. се отказва от учителстването и се завръща във Вилнюс. Там тя организира работнически групи, пише и разпространява антиправителствени прокламация, взема участие в дебати и политически събрания. Заради политическата си активност е принудена да емигрира в Галиция, която по това време е част от Австро-Унгария. Живее в Лвов.
Пашкевич започва да преподава като свободен студент във Факултета по философия на Университета в Лвов. През 1906 г. публикува две колекции от поеми „Хрэст на свабоду“ и „Скрыпка беларуская“ в Жоква. По същото време пътува тайно до Вилнюс, където участва в издаването на вестника „Наша Дола“. Неговият първи брой включва историята ѝ „Клетвата на кървавите нокти“.
От 1908 до 1909 г. живее в Краков и учи във Факултета по хуманитарни науки на Ягелонския университет . През 1911 г. се омъжва за Степонас Кайрис, литовски инженер и активист на социалдемократите. Същата година се завръща в Беларус и се присъединява към националните образователни действия. Играе на сцената на театър Байницки в различни части на Беларус. Основател е и първи редактор на списанието за деца и юноши „Лучинка“. По време на Първата световна война Алайза Пашкевич работи като милосърдна сестра във военната болница във Вилнюс. В началото на 1916 г. заминава при родителите си помага на болни от тиф селяни да се излекуват. Тя също се разболява от тиф и умира на 5 февруари 1916 г.

## По-известни произведения
- „Беларуска цигулка“ (Скрыпка Беларуская)
- „На вас, съседи“ (Вам, суседзі)
- „Лято“ (Лета)
- „Моите мисли“ (Мае думкі)
- „Вярата на беларусите“ (Вера беларуса)
- „Мъжът не се е променил“ (Мужык не зьмяніўся)
- „На гробището“ (На магіле)
- „От другата страна“ (На чужой старонцы)
- „Есен“ (Восень)
- „Артиста Грайка“ (Артыст грайка)
- „Зачеркни свободата“ (Хрэст на свабоду)
- „Море“ (Мора)
- „Добри новини“ (Добрыя весці)
- „Бунтар“ (Бунтаўнік)
- „Със знамето“ (Пад штандарам)
- „В навечерието на Нова година“ (Перад Новым годам)
- „Лес“ (Лясы)